# 氢化铍
氢化铍（BeH2）是铍的共价氢化物，因為有放熱量高，產生氣體體積大，比衝可到310秒等優點，常用于固態火箭發動機的燃料。

## 合成
最早在1951年通过二甲基铍与氢化铝锂反应得到。
{\displaystyle \mathrm {2\ Be(CH_{3})_{2}+LiAlH_{4}\rightarrow 2\ BeH_{2}+LiAl(CH_{3})_{4}} }
纯氢化铍可由二叔丁基铍在210°C裂解而得。 如果用三苯基膦与硼氢化铍反应，则可得到纯度更高的氢化铍。
{\displaystyle \mathrm {Be(BH_{4})_{2}+2\ PPh_{3}\rightarrow 2\ Ph_{3}PBH_{3}+BeH_{2}} }
氢化铍无法利用单质化合的方法制备，这一点与其他碱土金属氢化物不同。

## 特性
氫化铍為白色固体，加熱至 240 度時會分解為铍及氫氣。氫化铍對濕氣敏感，不溶於大部份的有機溶劑，在水中會和水反應，產生氫氧化鈹和氫氣。
{\displaystyle \mathrm {BeH_{2}+2\ H_{2}O\rightarrow \ Be(OH)_{2}+2\ H_{2}} }

## 结构
一般为无定形的白色固体。不过无定形体在0.5-2.5%氢化锂催化下加压加热时，也可得到高密度（~0.78 g/cm3）的六方晶系变体。
最近发现晶状 BeH2 的晶胞为体心斜方结构，具共角 BeH4 四面体相连而成的网状结构，而非以前认为的平面、由氢桥相连的无限长链结构。 对无定形 BeH2 的研究也显示其为共角四面体相连的网状结构。
BeH2 分子为直线型，Be-H 键长 133.376 pm。